# برنات كينتانا
برنات كينتانا (بالإسبانية: Bernat Quintana)‏ هو ممثل إسباني، ولد في 15 أكتوبر 1985 في إسبانيا.

## وصلات خارجية
- برنات كينتانا على موقع IMDb (الإنجليزية)
- برنات كينتانا على موقع قاعدة بيانات الفيلم (الإنجليزية)